# Кудря Іван Данилович

Погруддя Івана Кудрі в Борисполі (Демоновано 21 вересня 2022 року)

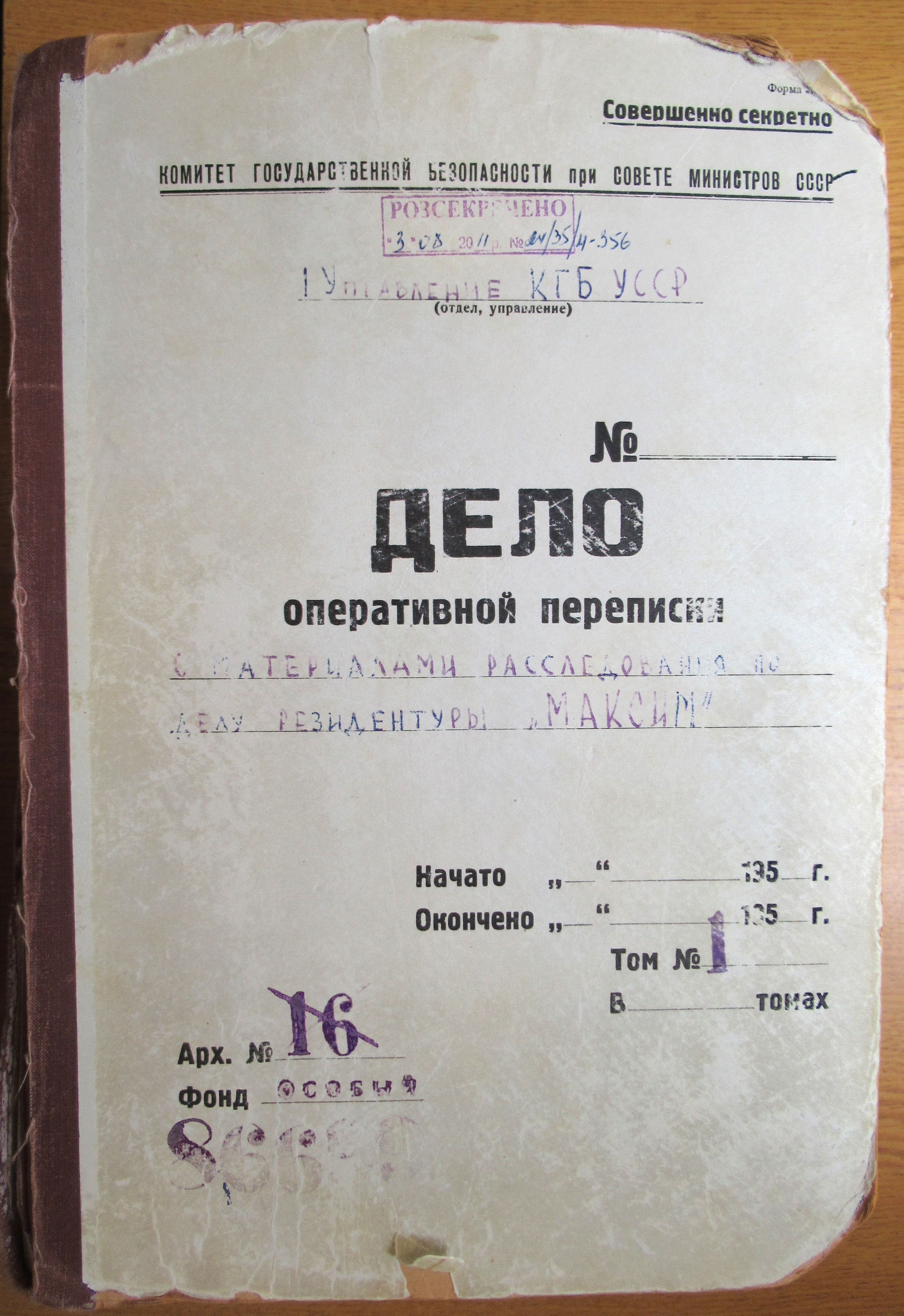
Обкладинка першого тому архівної справи «Розслідування по справі резидентури „Максим“»

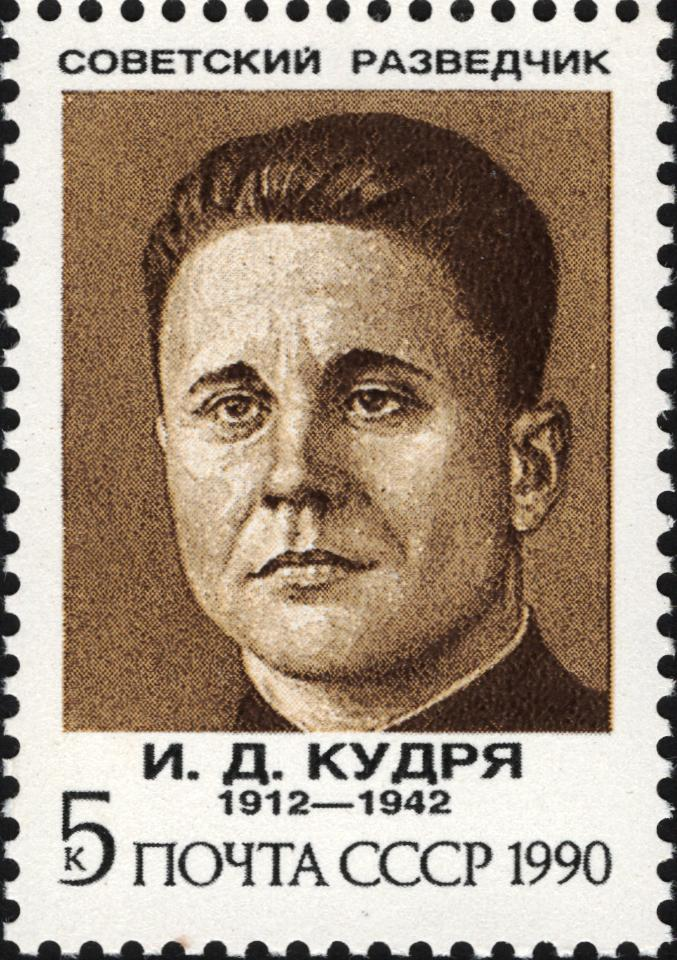
Марка пошти СРСР «Иван Кудря» (1990)

Ку́дря Іва́н Дани́лович (7 липня 1912 , Проців, Переяславський повіт, Полтавська губернія, Російська імперія  — листопад 1942 , Київ, Райхскомісаріат Україна ) — радянський розвідник, резидент нелегальної диверсійно-розвідувальної групи НКВС в Києві в період окупації міста у німецько-радянській війні. Перед війною займався боротьбою з українським націоналістичним підпіллям в західних областях України. Військове звання — лейтенант держбезпеки, оперативні псевдоніми «Максим» та «Українець». Розсекречений у радянській пресі в першій половині 1960-х років. Тоді ж йому було присвоєне посмертно звання Героя Радянського Союзу.

## Дитинство і освіта
Народився 1912 року в бідній селянській родині в селі Сальків (Проців) (нині Бориспільського району, Київської області, Україна). Ріс без батька, який загинув 1916 року під час Першої світової війни. Мати з 1915 по 1921 року працювала в Києві на пивоварні. 1921 року родина повернулася до села, мати повторно вийшла заміж за селянина-бідняка, за деякий час у сім'ї народилося ще троє дітей. У пошуках заробітку сім'я 1926 року переїхала до села Ново-Наталіївки, що на Херсонщині, де вони отримали земельний наділ. Чотирнадцятирічний Іван, як і в рідному Салькові, батракував, разом із старшими братами, допомагаючи батькам годувати сім'ю.
- 1927 — вступає до комсомолу.
- 1928 — працював слюсарем на МТС при НКВС.
- 1930 — отримав свідоцтво про закінчення школи-семирічки.
- 1931—1933 — після закінчення шестимісячних педагогічних курсів працював завідувачем початкової школи в Чаплинці Херсонського району (тоді Миколаївська область). Потім був на комсомольській роботі.

## Служба у НКВС-НКДБ
- 1934, жовтень — призваний на строкову службу на прикордонній заставі НКВС в Західній Україні.
- 1935, травень — поступив до Ново-Петергофського військово-політичного училища військ НКВС імені К. Є. Ворошилова, яке готувало комісарів прикордонної служби[4].
- 1938, березень — достроково випущений з училища за мобілізацією в органи НКВС, був направлений на роботу в 5-й відділ Головного Управління державної безпеки НКВС СРСР у Москві[5]
- 1939, листопад — вступив у члени ВКП(б) (кандидат у члени ВКП(б) — з листопада 1938)

Був відряджений до Львова, де у складі оперативної групу ГУДБ-НКВС займався боротьбою з українським «націоналістичним підпіллям», тобто з організаціями українського національного руху в західних областях України.
- У березні 1941 році був відряджений до Києва, де очолив один із відділів 1-го (розвідувального) управління НКДБ УРСР[6].

Головним напрямком роботи Кудрі в Києві залишалася розробка «українських націоналістів». Однією з таких персональних справ була справа колишнього вояка армії УНР Тараса Семеновича за прізвиськом «Усатий», якого Кудря перед війною завербував, а потім випадково зустрів в окупованому німцями Києві. Кудрю також добре знав член Проводу ОУН полковник Роман Сушко.
У Києві місцеве чекістське начальство ще за радянської влади та за кілька місяців до окупації міста Вермахтом заздалегідь створило групу майбутніх диверсантів-підпільників — помічників Кудрі з числа завербованих НКВС радянських громадян — забезпечило їх документами, харчами, грошима, зброєю, шифрами.
Один з керівників НКВС пізніше так пояснив вибір кандидатури Кудрі на роль резидента та керівника підпільно-диверсійної групи:
|  | Кудря був… холоднокровний, не втрачав голови навіть у найскладнішій ситуації, відважний, терплячий, чудово знав українську мову. Крім того, Іван умів уживатися з людьми, швидко завойовував симпатії. Не знаю людини, яка б не була дружньо налаштованою до цього чарівного, життєрадісного, завжди усміхненого хлопця |

.
Як згадував керівник радянської диверсійно-терористичної служби начальник 4-го управління НКВС генерал П. Судоплатов:
|  | Група Кудрі мала проникнути в українське націоналістичне підпілля, на яке німецьке командування робило серйозну ставку. Останні роки після закінчення прикордонної школи Кудря боровся з українськими націоналістами і добре знав особливості та специфіку цього руху. Маючи досвід роботи в складі нашої оперативної групи у Львові, він займався розробкою зв'язків українських націоналістів з німецькими розвідувальними органами. Це був молодий, здібний, енергійний працівник. |

## Убивство лідерів ОУН
За спогадами Миколи Килимишина 30 серпня 1941 в Житомирі було організоване вбивство двох лідерів-мельниківців — Омеляна Сеника і Миколи Сціборського (операція «Каїн»). Це була провокація НКВС-НКДБ, спрямована на розвал національно-визвольного руху України. Організував це вбивство на той час начальник Особливої групи Першого управління (розвідка і диверсії) НКДБ генерал Судоплатов, а безпосередньо керував цією кривавою акцією через свого агента К. Полуведька спеціаліст з українських націоналістичних питань Іван Кудря. Після загибелі двох провідних мельниківців їхнє вбивство вдало повісили на бандерівців.

## Підпільна діяльність у окупованому Києві
Про діяльність Кудрі в окупованому Києві ще з радянських часів були поширені взаємно суперечливі, часом сумнівні та недостовірні версії. Так, наприклад, за версією російського сайту Служби зовнішньої розвідки Росії Кудря керував розвідувально-диверсійною групою, яку створив сам. В інших джерелах йому, як сторонній та слабо обізнаній у Києві людині, група була надана начальством при отриманні завдання.
В архівній справі по розслідуванню провалу резидентури Максим, що зберігається в ГДА СБУ зазначено, що Іван Кудря був залишений в Києві як резидент для розвідувальної роботи в тилу супротивника.

### Призначення
За генералом Судоплатовим, причиною призначення лейтенанта Кудрі керівництвом НКДБ одним з чекістських резидентів у Києві була його «спеціалізація» на провокаціях проти ОУН. Група мала своїм завданням проникнути в Організацію українських націоналістів. Радянське керівництво дуже побоювалося, що німецьке командування піде на угоду з ОУН і дозволить заснувати незалежну від СРСР (Росії) українську національну державу під протекторатом Німеччини. На відміну від Києва, інші радянські підпільні резидентури Держбезпеки у таких важливих портових містах України як Миколаїв та Одеса, очолили значно більш досвідчені чекісти з інженерною освітою — капітани Володимир Молодцов та Віктор Лягін. Молодцов до війни керував одним з підрозділів зовнішньої політичної розвідки, а Лягін був керівним працівником НКДБ, очолював англо-американський відділ развідувального управління. Біографи Кудрі також не наголошують той факт, що дещо раніше за групу Кудрі в Києві в середині липня 1941 року була створена інша розвідувально-диверсійна група НКВС СРСР на чолі з колишнім заступником начальника 4-го відділення 3-го відділу Воронезького Управління НКВС, персональним близьким співробітником Судоплатова лейтенантом держбезпеки Віктором Михайловичем Карташовим (за легендою він «Олексій Афанасійович Коваленко», оперативний псевдонім «Михайлов»).

### Легендування та легалізація
Кудря заздалегідь підготувався до переходу на нелегальний стан — змінив зовнішність, переодягся у цивільне, почав незмінно надягати широкого капелюха, відростив собі вуса і став вигляди «щирим» українцем, що був схожий на вчителя, чи то провінційного художника або діяча культури.
За «легендою», Кудря був «Іваном Даниловичем Кондратюком», «студентом медичного інституту» (за іншою версією — «вчителем української мови та літератури з Херсонщини») та «чоловіком» (інший варіант — «нареченим») завербованої НКВС радянської громадянки Марії Груздової. Мешкав Кудря в квартирі Груздової в хмарочосі Гінзбурга — будинку № 16 по вулиці 25 Жовтня (тепер Інститутській), потім в № 37 по вул. Пушкінській, в будинку № 22 по вул. Театральній та в № 32 по вул. Антоновича. Група Кудрі досить рано втратила рацію, а з нею і зв'язок з Центром (Москвою).

### Бойові успіхи та їхні версії
Спроба Кудрі в перший день німецької окупації Києва 19 вересня передати радіограму в Москву про становище в місті скінчилася невдачею — Центр на позивні не відповів. Також невдачею скінчилися і наступні спроби радіозв'язку. Наприкінці жовтня 1941, коли сіли батареї живлення радіостанції (за іншими даними, вони сіли передчасно внаслідок зберігання в сирому підвалі) стало ясно, що зв'язок з Москвою був остаточно втрачений. Кудрі не вдалося передати до Москви жодної радіограми. Відсутність двостороннього зв'язку протягом існування його групи, Кудря намагався компенсувати окремими повідомленнями через відправлених радистів, випадкових «кур'єрів» або перебіжчиків через лінію фронту. Зрештою, спроба самого Кудрі перейти лінію фронту закінчилась невдачею.
За офіційно опублікованою в 1963 довідкою КДБ при Раді Міністрів УРСР, група Кудрі начебто мала відношення до мінування та підриву ряду будинків на Хрещатику у вересні 1941 року, а також Успенського собору Києво-Печерської лаври.
У місті … не припинялися пожежі і вибухи, які взяли особливого розмаху в період з 24 по 28 вересня 1941 року, в числі інших був підірваний склад з прийнятими від населення радіоприймачами, німецька військова комендатура, «кінотеатр для німців» і ін. І хоча ствердно ніхто не може сказати, хто конкретно здійснював подібні вибухи, що забрали в могилу сотні «завойовників», немає сумніву, що до цього доклали руку особи, які мали відношення до групи «Максима».
Ця версія потім багаторазово повторювалась у різних джерелах. За іншою, давнішою та теж офіційною радянською версією, яка існувала паралельно до «кудрівської», центр Києва начебто знищили окупанти-гітлерівці. Сучасний російський журналіст Олексій Кондратенко в свою чергу приписує вибухи на Хрещатику групі лейтенанта держбезпеки Карташова-«Коваленка».
Як підкреслює сучасний український письменник Юрій Краснощок, який зібрав та проаналізував архівні матеріали КДБ та чисельні спогади очевидців вибухів у Києві восени 1941, група «Максима-Кудрі» якщо і мала якийсь стосунок до цих подій, то лише опосередкований, бо на той час наприкінці вересня 1941 Кудря мав у своєму розпорядженні лише двох радистів та господиню квартири — помічницю-«наречену» М. Груздову
За іншими пострадянськими публікаціями, мінування Києва заздалегідь тривалий час здійснювали: спеціальне інженерне управління полковника Голдовича 37-ї армії (командувач-генерал А. А. Власов) та новостворена в перші дні війни ОМСБОН НКВС. Також у мінування Києва взяла участь група з 50 професійних саперів-мінерів відомого радянського диверсанта-підривника полковника Ілля Старинова. Підрив замінованих київських будинків радянське командування здійснювало дистанційно, перебуваючи за кілька сот кілометрів від Києва — за допомогою радіофугасів Ф-10.
Заміновані будівлі були підірвані разом із людьми. Після війни та весь радянський час державна пропаганда видала ці вибухи за німецьке бомбардування. Правда лишалася в СРСР державною таємницею. Сам Кудря, як стало відомо пізніше, ледве встиг вискочити зі своєї домівки у хмарочосі Гінзбурга 24 вересня 1941 (в перший ж день початку радянської спецоперації знищення Києва) в останню мить перед вибухом у самій білизні. Внаслідок вибуху під руїнами пропали всі гроші, зброя, паспорти, явки і паролі, залишені групі Кудрі для підпільної роботи в Києві.
Попри невдачу, Кудря переселився до квартири на вул. Пушкінській і почав збирати дані про політико-економічний стан у Києві та Україні, діяльність українських націоналістів. Йому пощастило напасти на інформацію про вербування окупаційною адміністрацією агентури серед місцевого населення. Його агентура встановила нагляд за входом до будинку, в якому на нелегальній квартирі Абверу німецький майор Антон Майєр (в дійсності колишній киянин Антон Іванович Мільчевський) вербував агентуру з радянських громадян для закидання в радянський тил. Агент «наречена» Кудрі М. Груздова влаштувалася по знайомству до будинку кербудом, стояла коло вікна і скрупульозно записувала до зошита імена й зовнішні прикмети десятків потенційних агентів, що приходили до Майєра — щоб згодом передати ці дані радянському командуванню. Проте київський краєзнавець-академік будівництва В'ячеслав Сабалдир стверджує, що «Майєр» сам був подвійним агентом і радянським розвідником калібру Ріхарда Зорге, мав власну справну радіостанцію для зв'язку з Москвою і успішно здійснював свою таємну місію до самого кінця війни. Отже зусилля та ризик Кудрі-«розвідника» на цьому напрямку виявилися марними.
За власним донесенням, згідно з інформацією ЗМІ, група Кудрі підірвала в Києві два будинки — кінотеатр і комендатуру, при цьому начебто загинули «сотні гітлерівців». Неясно, однак, про який саме будинок ідеться в донесенні. У будинку на розі Хрещатика і Прорізної за № 28/2 (магазин «Дитячий світ») з 25 червня 1941 розміщувався склад НКВС конфіскованих у населення радіоприймачів. У перший день окупації тут дійсно розмістилася німецька комендатура, але наступного дня вона переїхала до будинку Хрещатик № 30 (готель «Спартак»). Комендатура окупаційної влади теж розпорядилася населенню міста здати на склад приватні радіоприймачі, протигази та зброю.
Першим вибухнув 24 вересня «Дитячий світ». Вибух був такої сили, що в результаті детонації вибухнули будинки по сусідству, в тому числі і комендатура в готелі «Спартак». Як писав генерал НКВС В. Дроздов, «під уламками загинули сотні гітлерівських офіцерів» (Згідно зі спеціальним повідомленням НКВС УРСР від 4 грудня 1941 — «… В результаті вибуху будівлі німецької комендатури загинуло до 300 німців, кілька десятків автомашин»). Однак військовий комендант Києва генерал-майор Курт Ебергард, який при вибуху вискочив чи вилетів через вікно, лишився живим, повідомляє, що …внаслідок вибуху однак загинуло значно більш мирних киян, які прийшли здавати свої радіоприймачі або стояли в черзі в комендатуру на реєстрацію, ніж німців (за деякими оцінками очевидців, приблизно в три рази більше).
Російський історик спецорганів А. Ведяєв вважає, що група Кудрі здійснила в Києві «акцію відплати».

## Загибель Кудрі
Через відсутність радіозв'язку і можливості передати в Москву звіт про свою роботу, Кудря на початку квітня 1942 спробував перейти лінію фронту. Однак у 80 кілометрах від Києва Кудрю разом з його напарником диверсантом-підпільником, старшим лейтенантом держбезпеки Жоржем Дудкіним, затримала німецька польова жандармерія і відправила до концтабору для військовополонених у Дарниці. «Дружині» Кудрі Марії Груздовій та Євгенії Бремер — завдяки акторській майстерності, позитивним характеристикам від окупаційної влади та грошам — цього разу вдалося визволити обох «своїх чоловіків». Однак після цього Кудря із своїм оточенням підпав під підозру і нагляд з боку Гестапо.
5 липня 1942 року Кудря, разом із кількома іншими радянськими диверсантами, у тому числі, акторкою Раїсою Окіпною, був заарештований гестапо і протягом трьох місяців підданий допитам з тортурами. Один із сусідів «Максима» по камері, який після війни на допитах в НКВС в свою чергу як «зрадник» засвідчив — «…тіло <Кудрі> було чорним від побоїв. Перші три дні він взагалі не говорив. Потім він назвав себе: Іван Кондратюк, студент. Це було єдине, що вдалося витягнути з нього».
Подальша доля Кудрі невідома. По закінченню двадцятирічного терміну керівництво радянського КДБ вирішило, що Кудрю в гестапо стратили.
За прийнятою пізніше в СРСР та поширеною в сучасних ЗМІ версією, Кудрю видала завербована гестапо агентка Наталя («Нанетта») Францівна Грюнвальд, яка втерлася в довіру спочатку до Раїси Окіпної, а потім і до самого Кудрі. Після війни Грюнвальд була двічі засуджена радянським судом «за зраду Вітчизні» і згинула у концтаборах Гулагу. Безпосередній керівник радянської закордонної диверсійної служби НКВС-НКДБ генерал-лейтенант Павло Судоплатов у спогадах писав, що Кудрю видав його колега і конкурент, резидент і командир підпільно-диверсійної групи НКВС СРСР, лейтенант держбезпеки Карташов-«Коваленко». Карташов, начебто, був спочатку заарештований, а потім перевербований німецькою контррозвідкою. За Судоплатовим, правда відкрилася після війни в травні 1945. Карташов був засуджений до 25 років позбавлення волі і помер у Владимирській тюрмі 1950 року.
8 травня 1965 року, тобто майже через 20 років після закінчення війни, ім'я Кудрі з'явилося в радянській військово-патріотичній пресі. Йому посмертно було присвоєно звання Героя Радянського Союзу.

## Ушанування пам'яті
- Вулиці — іменем Івана Кудрі раніше були названі нині перейменовані вулиця Петра Волянюка у місті Борисполі, вулиця Джона Маккейна у місті Києві, та вулиця Андрія Шершня у селі Хлібодарівка. У вересні 2018 року Президент України Петро Порошенко висловився з ініціативою перейменувати вулицю Івана Кудрі у Києві на честь Джона Маккейна, додавши, що «просить підтримати всі фракції парламенту у зверненні до Київської міської ради про перейменування вулиці Івана Кудрі — терориста, чекіста, оперативника, який діяв проти українського національного визвольного руху — на честь сенатора Джона Маккейна»[26][27]. 4 квітня 2019 року вулицю Івана Кудрі у Києві було перейменовано Київською міською радою на честь Джона Маккейна[28].
- Спеціалізована школа № 181 імені І. Кудрі по вулиці Джона Маккейна.
- Погруддя Івану Кудрі встановлені в його рідному селі Процеві, в Борисполі (демонтоване 21 вересня 2022 року[29]) та у Чаплинці (1968, скульптор Іван Білокур[30];46°22′24″ пн. ш. 33°32′17″ сх. д. / 46.37347° пн. ш. 33.53792° сх. д.).